# Tournoi d'ouverture du championnat du Chili de football 2009
Navigation
Tournoi précédent Tournoi suivant
Le tournoi d'ouverture de la saison 2009 du Championnat du Chili de football est le premier tournoi de la 77e édition du championnat de première division au Chili. 
La saison sportive est scindée en deux tournois saisonniers, Ouverture et Clôture, qui décerne chacun un titre de champion. Le fonctionnement de chaque tournoi est le même; une première phase voit les équipes regroupées au sein d'une poule unique où elles affrontent les autres équipes une seule fois, les huit premières équipes se qualifient pour la seconde phase, jouée en matchs à élimination directe. Le vainqueur du tournoi d'Ouverture se qualifie pour la Copa Libertadores 2010 et est protégé de la relégation en fin de saison, tout comme le finaliste.
La relégation est décidée à l'issue du tournoi de Clôture. Un classement cumulé des deux tournois est effectué et les deux derniers de ce classement sont relégués et remplacés par les deux meilleures équipes de Segunda Division, la deuxième division chilienne.
C'est le CF Universidad de Chile qui remporte le tournoi après avoir battu en finale Unión Española. C'est le treizième titre de champion du Chili de l'histoire du club, le premier titre depuis 5 ans.

## Les clubs participants
| - Colo Colo - CD Universidad Católica - CF Universidad de Chile - Municipal Iquique - Promu de Segunda División - Deportivo Ñublense - Club de Deportes Cobreloa - Club Deportivo Huachipato - CD Everton de Viña del Mar - Club Deportivo O'Higgins | - Club de Deportes Cobresal - Unión Española - Audax Italiano - Club Deportivo Palestino - CSD Rangers - Deportes La Serena - CD Provincial Curicó Unido - Promu de Segunda División - CD Universidad de Concepción - CD Santiago Morning |

## Compétition
Le barème utilisé pour établir le classement est le suivant :
- Victoire : 3 points
- Match nul : 1 point
- Défaite : 0 point

### Première phase

#### Classement
Seuls les huit premiers se qualifient pour la seconde phase.
| Rang | Équipe                       | Pts | J  | G  | N | P  | Bp | Bc | Diff |
| ---- | ---------------------------- | --- | -- | -- | - | -- | -- | -- | ---- |
| 1    | Unión Española               | 38  | 17 | 12 | 2 | 3  | 38 | 17 | +21  |
| 2    | CF Universidad de Chile      | 31  | 17 | 9  | 4 | 4  | 33 | 21 | +12  |
| 3    | CD Everton de Viña del Mar   | 28  | 17 | 7  | 7 | 3  | 24 | 17 | +7   |
| 4    | CD Santiago Morning          | 27  | 17 | 8  | 3 | 6  | 41 | 29 | +12  |
| 5    | CD Universidad Católica      | 27  | 17 | 8  | 3 | 6  | 26 | 18 | +8   |
| 6    | Municipal IquiqueP           | 26  | 17 | 7  | 5 | 5  | 27 | 23 | +4   |
| 7    | Audax Italiano               | 25  | 17 | 7  | 4 | 6  | 25 | 20 | +5   |
| 8    | Club Deportivo O'Higgins     | 25  | 17 | 7  | 4 | 6  | 25 | 26 | -1   |
| 9    | Club Deportivo Huachipato    | 25  | 17 | 7  | 4 | 6  | 26 | 29 | -3   |
| 10   | Club de Deportes Cobreloa    | 24  | 17 | 7  | 3 | 7  | 24 | 25 | -1   |
| 11   | CD Universidad de Concepción | 23  | 17 | 6  | 5 | 6  | 24 | 25 | -1   |
| 12   | Deportivo Ñublense           | 20  | 17 | 5  | 5 | 7  | 16 | 23 | -7   |
| 13   | Colo ColoT                   | 19  | 17 | 5  | 4 | 8  | 28 | 28 | 0    |
| 14   | CD Provincial Curicó UnidoP  | 19  | 17 | 5  | 4 | 8  | 24 | 28 | -4   |
| 15   | Club de Deportes Cobresal    | 19  | 17 | 4  | 7 | 6  | 23 | 34 | -11  |
| 16   | Club Deportivo Palestino     | 17  | 17 | 5  | 2 | 10 | 18 | 37 | -19  |
| 17   | CSD Rangers                  | 14  | 17 | 3  | 5 | 9  | 20 | 28 | -8   |
| 18   | Deportes La Serena           | 14  | 17 | 3  | 5 | 9  | 19 | 32 | -13  |

|  | Qualification pour la seconde phase et pour la Copa Sudamericana 2009 |
|  | Qualification pour la seconde phase                                   |
|  | T : Tenant du titre P : Promu de Segunda Division                     |

#### Matchs
| Résultats (▼dom., ►ext.)     | AUD | CLA | CSL | COL | CUR | EVE | HUA | SER | MIQ | „UB | O'HI | PAL | RAN | SAM | UNI | UCA | UCH | UCO |
| Audax Italiano               |     | 0-0 |     | 2-1 |     | 0-1 | 2-0 | 1-2 |     |     |      |     |     | 1-1 | 2-2 |     | 1-2 |     |
| Club de Deportes Cobreloa    |     |     |     | 2-0 |     | 1-0 |     | 1-1 | 0-2 | 3-0 |      | 4-0 |     |     | 2-1 |     |     | 2-0 |
| Club de Deportes Cobresal    | 1-0 | 1-4 |     |     | 1-0 |     | 0-0 | 2-2 | 2-5 |     | 1-1  |     |     |     | 1-3 |     | 3-2 |     |
| Colo Colo                    |     |     | 5-2 |     |     | 1-1 | 2-2 |     | 1-2 |     | 1-1  |     |     | 4-2 |     | 0-1 |     | 2-0 |
| CD Provincial Curicó Unido   | 1-4 | 2-0 |     | 2-2 |     |     |     | 1-1 |     |     |      |     | 2-1 |     | 1-3 | 3-2 | 1-3 | 0-1 |
| CD Everton de Viña del Mar   |     |     | 1-1 |     | 3-2 |     | 5-1 |     | 1-0 |     |      | 1-1 | 3-2 | 1-3 | 0-1 |     | 1-1 |     |
| Club Deportivo Huachipato    |     | 3-2 |     |     | 0-0 |     |     |     | 3-1 | 3-1 | 3-0  | 4-1 |     |     |     | 2-0 |     | 0-1 |
| Deportes La Serena           |     |     |     | 0-3 |     | 1-3 | 3-1 |     |     | 3-0 | 1-2  | 0-3 |     | 1-4 | 0-3 | 1-2 |     |     |
| Municipal Iquique            | 3-3 |     |     |     | 1-0 |     |     | 2-0 |     |     | 3-1  | 3-0 | 1-1 | 2-2 |     | 0-4 |     | 1-1 |
| Deportivo Ñublense           | 2-1 |     | 1-1 | 2-0 | 1-1 | 1-1 |     |     | 2-1 |     |      |     | 1-1 | 2-1 |     |     |     | 2-3 |
| Club Deportivo O'Higgins     | 1-2 | 1-1 |     |     | 5-3 | 0-1 |     |     |     | 1-1 |      |     | 1-0 | 3-2 |     | 3-1 |     |     |
| Club Deportivo Palestino     | 0-2 |     | 2-0 | 1-0 | 0-4 |     |     |     |     | 1-1 | 1-2  |     | 1-0 |     |     |     |     | 4-2 |
| CSD Rangers                  | 0-1 | 4-1 | 1-2 | 2-1 |     |     | 1-1 | 1-1 |     |     |      |     |     |     | 1-3 | 2-1 | 0-4 |     |
| CD Santiago Morning          |     | 2-0 | 3-3 |     | 0-1 |     | 5-0 |     |     |     |      | 5-1 | 2-1 |     | 1-3 | 0-1 |     | 5-4 |
| Unión Española               |     |     |     | 5-2 | 3-1 |     | 4-0 |     | 2-0 | 1-2 | 2-1  | 2-1 |     |     |     |     | 0-1 | 2-1 |
| CD Universidad Católica      | 0-2 | 4-0 | 1-1 |     |     | 1-1 |     |     |     | 1-0 |      | 4-1 |     |     | 1-1 |     | 0-1 |     |
| CF Universidad de Chile      |     | 4-1 |     | 1-3 |     |     | 1-3 | 3-2 | 0-0 | 3-0 | 2-2  | 3-0 |     | 1-3 |     |     |     |     |
| CD Universidad de Concepción | 3-1 |     | 3-1 |     |     | 0-0 |     | 0-0 |     |     | 2-0  |     | 2-2 |     |     | 0-2 | 1-1 |     |

### Seconde phase
Quarts de finale :
| Équipe 1                 | Résultat | Équipe 2                   | Aller | Retour |
| ------------------------ | -------- | -------------------------- | ----- | ------ |
| Club Deportivo O'Higgins | 2 - 7    | Unión Española             | 1 - 1 | 1 - 6  |
| CD Universidad Católica  | 8 - 1    | CD Santiago Morning        | 4 - 0 | 4 - 1  |
| Audax Italiano           | 5 - 6    | CF Universidad de Chile    | 1 - 4 | 4 - 2  |
| Municipal Iquique        | 3 - 4    | CD Everton de Viña del Mar | 2 - 2 | 1 - 2  |

Demi-finales :
| Équipe 1                   | Résultat  | Équipe 2                | Aller | Retour |
| -------------------------- | --------- | ----------------------- | ----- | ------ |
| CD Universidad Católica    | 0 - 0 2-4 | Unión Española          | 0 - 0 | 0 - 0  |
| CD Everton de Viña del Mar | 2 - 3     | CF Universidad de Chile | 1 - 0 | 1 - 3  |

Finale :
| 4 juillet 2009 | CF Universidad de Chile | 1 - 1 | Unión Española | Estadio Nacional, Santiago du Chili             |                                                 |
| 16:00          | Hernández 63e           |       | Aravena 21e    | Spectateurs : 60 000 Arbitrage : Carlos Chandia | Spectateurs : 60 000 Arbitrage : Carlos Chandia |

| 7 juillet 2009 | Unión Española | 0 - 1 | CF Universidad de Chile | Estadio Santa Laura, Santiago du Chili      |                                             |
| 19:00          | Olivera 63e    |       |                         | Spectateurs : 18 000 Arbitrage : Pablo Pozo | Spectateurs : 18 000 Arbitrage : Pablo Pozo |

## Bilan du tournoi
| Championnat du Chili de football 2009 |                                     |
| Champion                              | CF Universidad de Chile (13e titre) |
| Qualifications continentales          |                                     |
| Copa Libertadores 2010                | CF Universidad de Chile             |
| Copa Sudamericana 2009                | Unión Española                      |
| Copa Sudamericana 2009                | CF Universidad de Chile             |
| Promotions et relégations             |                                     |
| Promus en Primera División            | Aucun                               |
| Relégués en Segunda División          | Aucun                               |